# Limnesia koenikei
Limnesia koenikei är en kvalsterart som beskrevs av Piersig 1894. Limnesia koenikei ingår i släktet Limnesia och familjen Limnesiidae. Inga underarter finns listade i Catalogue of Life.